# 대산동월곡댁
대산동월곡댁(大山洞月谷宅)은 대한민국 경상북도 성주군 월항면 대산리에 있는 일제강점기의 건축물이다. 1983년 6월 20일 경상북도의 민속문화재 제46호로 지정되었다.

## 지정 사유
한개마을 북쪽 영취산 기슭에 자리잡고 있는 한옥으로 대문에서 내려다 보이는 가옥 경치가 눈길을 끄는 곳이다. 1911년 이전희씨가 지은 집으로 가묘와 별당은 1930년에 늘려 지은 것이다. 집 이름은 이전희씨의 부인이 초전면 월곡동에 시집왔다하여 붙였다고 한다.
건물들은 대문채, 안채, 사랑채, 중문채, 고방채, 사당 등으로 구성되어 있다. 정침이 一자형을 갖추고 있고 아래채, 고방채, 중문채 등은 튼 ㅁ자형으로 배치되어 있다.
대문채는 남쪽에 있으며 안채의 공간 구조는 규칙적이고 정교하다. 가장 넓은 터를 차지하고 있는 사랑채는 안채와 달리 담과 건물들의 선이 틀에서 벗어난 공간 구조를 갖추고 있다. 각 건물들은 독립적으로 배치되어 있는데 모든 활동이 안마당을 중심으로 일어나도록 꾸몄다. 이것은 이 마을 고유의 건축배치법을 따르고 있는 것으로 주위의 다른 집들과 함께 좋은 비교가 되고 있다.
당시 생활양식과 건축사 민속을 연구하는데 좋은 자료가 되는 조선시대 양반집이다.

## 지정 내역
| 번호   | 사진 | 명칭            | 소재지                        | 관리자 (단체) | 지정일               | 참조 |
| 46-1호 |      | 안채 (안채)     | 경북 성주군 월항면 대산리 422 | 이수빈        | 1983년 6월 20일 지정 |      |
| 46-2호 |      | 사랑채 (사랑채) | 경북 성주군 월항면 대산리 422 | 이수빈        | 1983년 6월 20일 지정 |      |
| 46-3호 |      | 대문채 (대문채) | 경북 성주군 월항면 대산리 422 | 이수빈        | 1983년 6월 20일 지정 |      |
| 46-4호 |      | 중문채 (중문채) | 경북 성주군 월항면 대산리 422 | 이수빈        | 1983년 6월 20일 지정 |      |
| 46-5호 |      | 고방채 (고방채) | 경북 성주군 월항면 대산리 422 | 이수빈        | 1983년 6월 20일 지정 |      |
| 46-6호 |      | 사당 (사당)     | 경북 성주군 월항면 대산리 422 | 이수빈        | 1983년 6월 20일 지정 |      |

## 참고 문헌
- 대산동월곡댁 - 국가유산청 국가유산포털